# Allium carinatum
L'aglio delle streghe (Allium carinatum L.) è una pianta bulbosa, erbacea, perenne, appartenente alla famiglia delle Amaryllidaceae.
La principale caratteristica di questo aglio è l'infiorescenza disordinata quasi arruffata.

## Etimologia
Il nome comune deriva da credenze nate dal folclore popolare europeo: l'aglio infatti "dovrebbe" scacciare il diavolo, le streghe e i vampiri.

## Descrizione
La forma biologica è definita geofita bulbosa, per cui l'organo sotterraneo è un bulbo da cui, ogni anno, nascono fiori e foglie.

### Fusto
Il fusto può raggiungere l'altezza massimo di 60 cm ed è glabro (privo di peli). Le foglie sono basali, mentre quelle cauline coprono la metà inferiore del fusto. La parte ipogea del fusto è a bulbo semplice tunicato.

### Foglie
Le foglie sono piane a carattere lineare (larghezza 5 mm), molto allungate. Quelle basali sono a forma di guaina.

### Infiorescenza

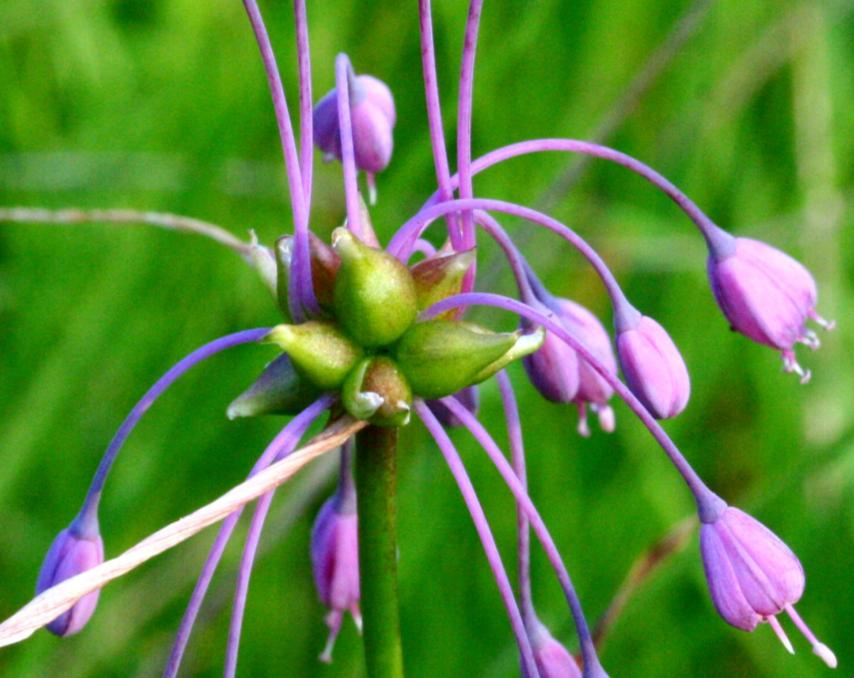
Bulbilli di Allium carinatum subsp. carinatum

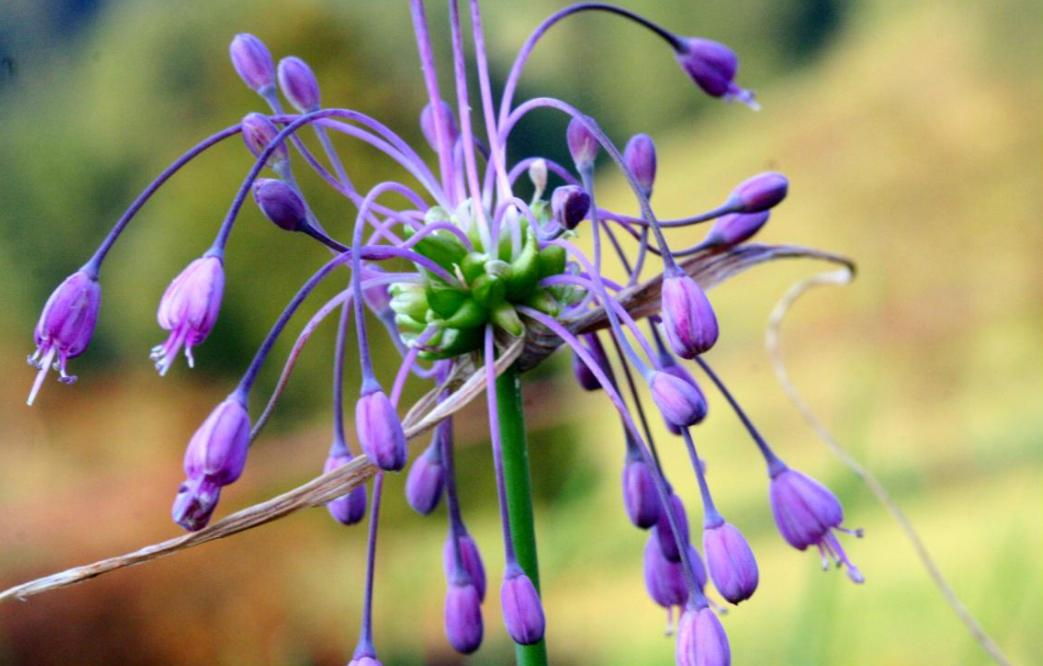
Le 2 brattee asimmetriche alla base dell'infiorescenza di Allium carinatum

L'infiorescenza è ombrelliforme pauciflora a carattere globoso ma "disordinata". L'infiorescenza è avvolta da 2 brattee asimmetriche, opposte, lunghe e lineari chiamate spate, strutture tipiche del genere Allium. Alla base dell'infiorescenza sono presenti dei bulbilli nella sottospecie nominale che mancano invece nella sottospecie Allium carinatum subsp. pulchellum.

### Fiori

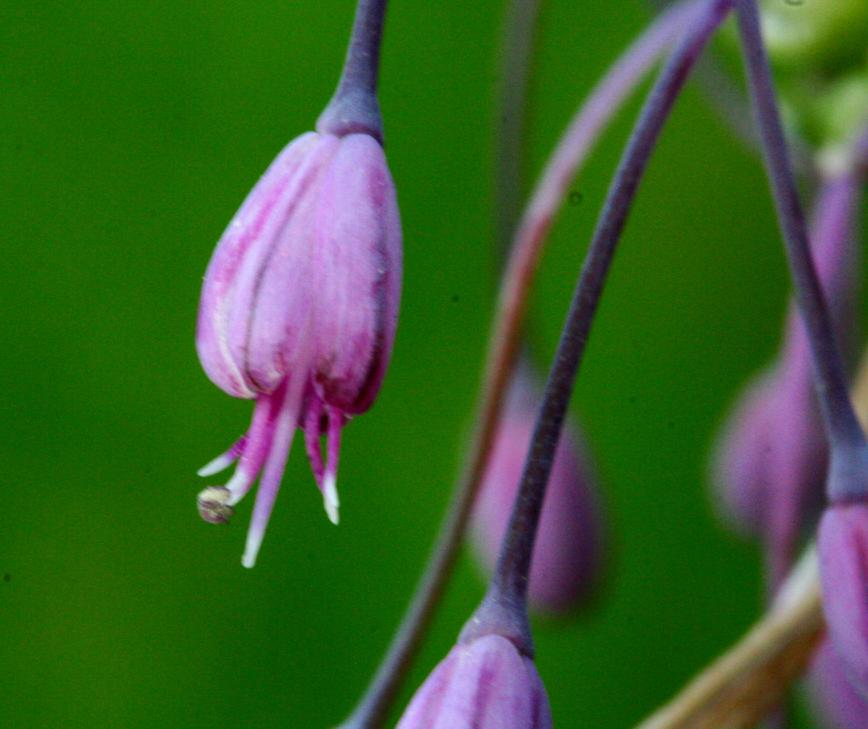
Fiore di Allium carinatum

I fiori ermafroditi sono patenti lungamente peduncolati. Il perigonio ha 6 tepali lunghi da 4 a 8 mm dal colore rosa-lilla e dalla forma ottusa terminanti a due lobi. Gli stami  essendo lunghi il doppio fuoriescono dal fiore vero e proprio. L'ovario è sincarpico a tre carpelli posto sopra l'inserzione (supero) del perianzio.
La fioritura va da giugno a settembre.

### Frutti
Il frutto è una capsula.

### Radici
La radice è un bulbo fascicolato perennante.

## Biologia
Si riproduce per via vegetativa (tramite il rilascio dei bulbilli posti nell'infiorescenza). Mentre l'impollinazione avviene tramite api e altri insetti.

## Distribuzione e habitat
In Italia si trova facilmente nelle aree prealpine in zone con vegetazione di calpestio in mezz'ombra, fino oltre i 1500 m s.l.m. Altrove è frequente in Europa centrale e nei Balcani.
È una specie che predilige i terreni calcarei con prati un po' aridi ed incolti.

## Tassonomia
Il Sistema Cronquist assegna la famiglia delle Liliaceae all'ordine Liliales mentre la moderna classificazione APG IV colloca il genere nella famiglia delle Amaryllidaceae (sottofamiglia Allioideae) dell'ordine Asparagales.

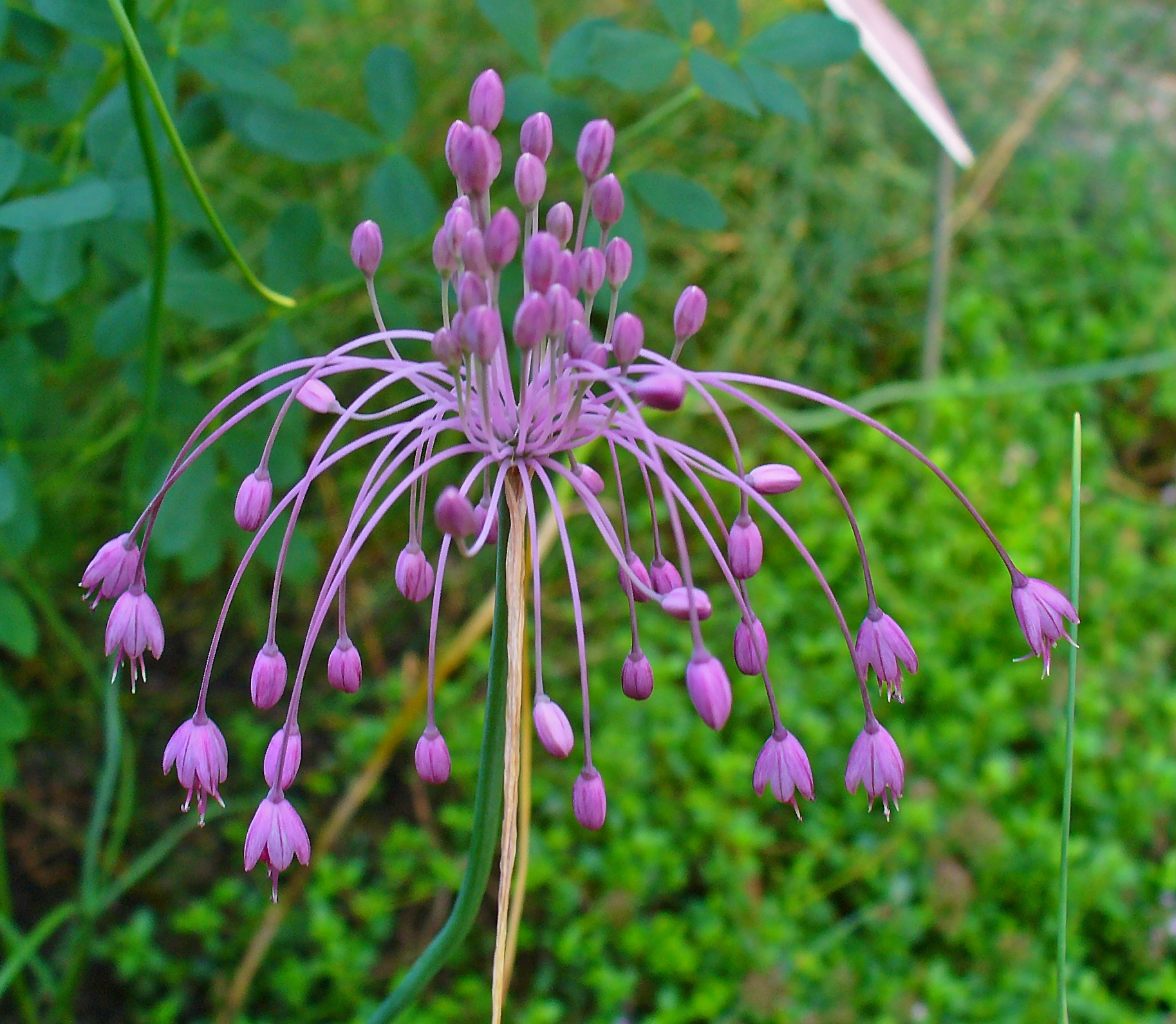
Allium carinatum subsp. pulchellum

La sottospecie Allium carinatum subsp. pulchellum Bonnier & Layens è oggi riconosciuta come sinonimo di Allium coloratum Spreng.. Si differenzia per l'infiorescenza priva, alla base, di bulbilli  e un numero minore di fiori il cui portamento è decisamente patente.
Specie simili:

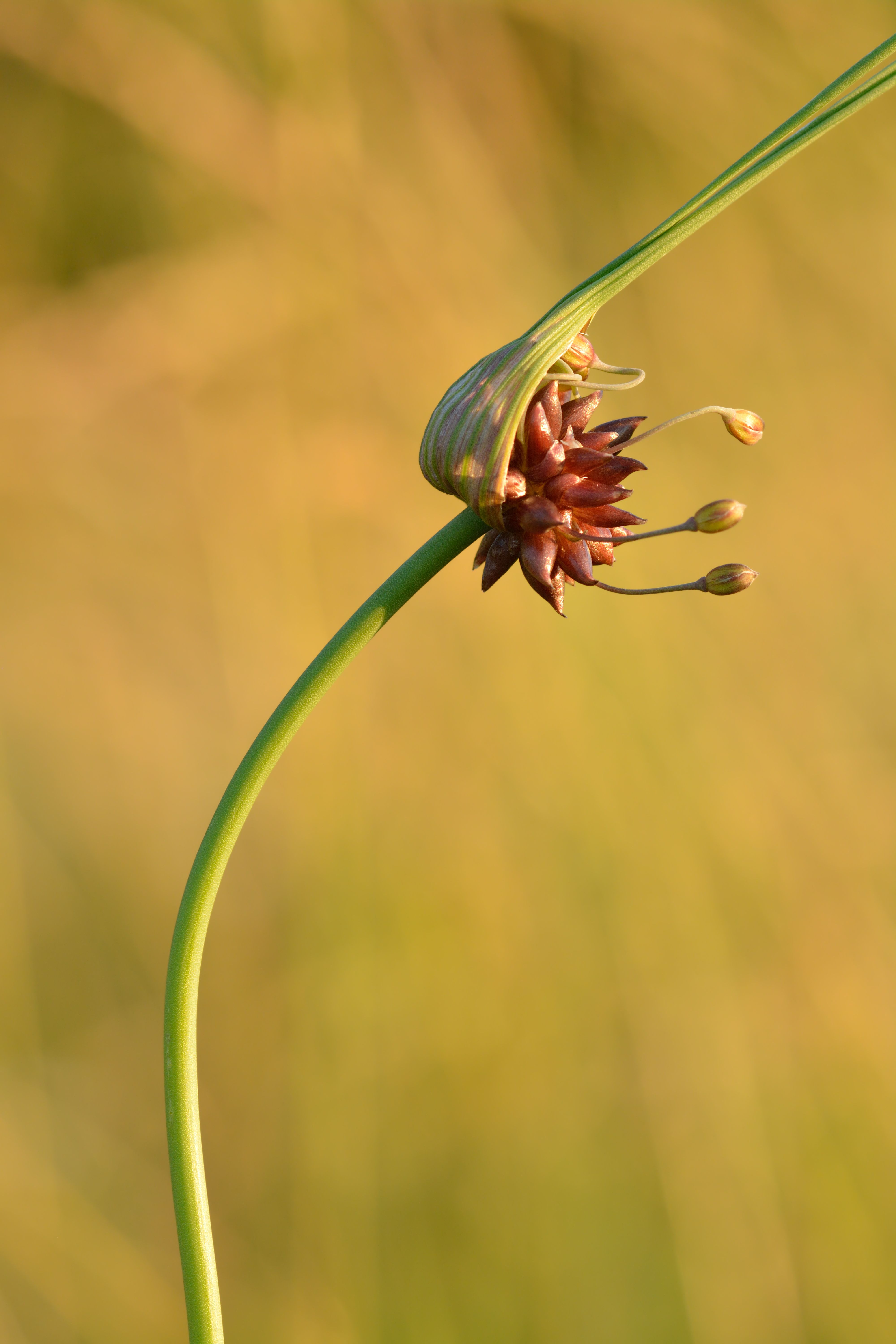
Specie simile: Allium oleraceum

- A. oleraceum L. : chiamata comunemente cipolla selvatica. Le foglie sono striate e gli stami non fuoriescono rispetto ai tepali.

## Usi

### Farmacia
L'aglio in genere (e quindi anche questa specie) ha proprietà antisettiche, ipotensive, balsamiche, antireumatiche, diuretiche, vermifughe, stimolanti, digestive, e espettoranti.

L'industria ricava dalla pianta prodotti repellenti.

### Cucina
Per scopi alimentari si utilizzano tulle le parti della pianta (fiori, foglie, radici).

## Galleria d'immagini

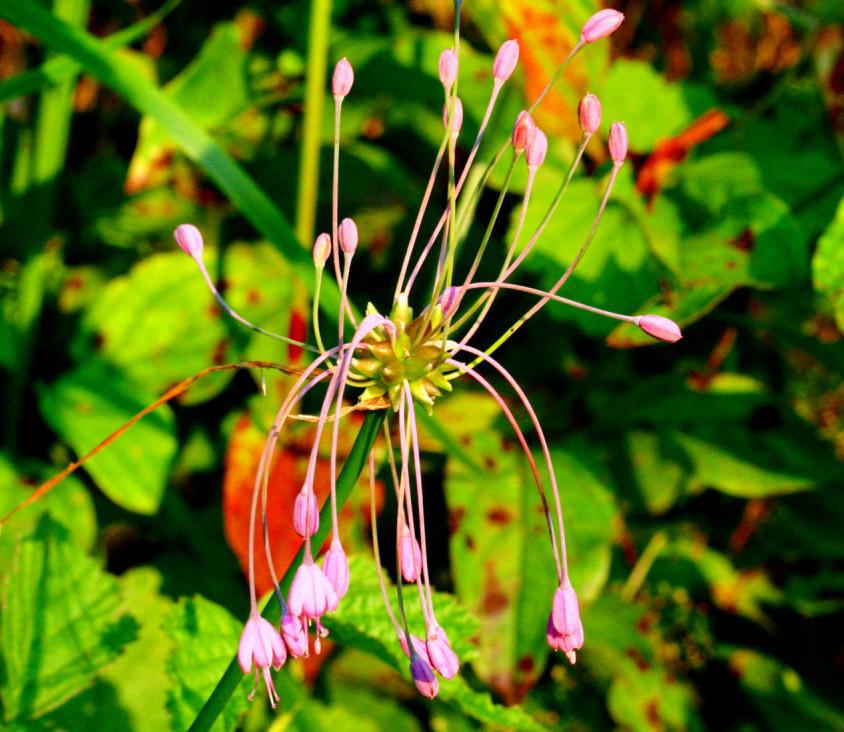
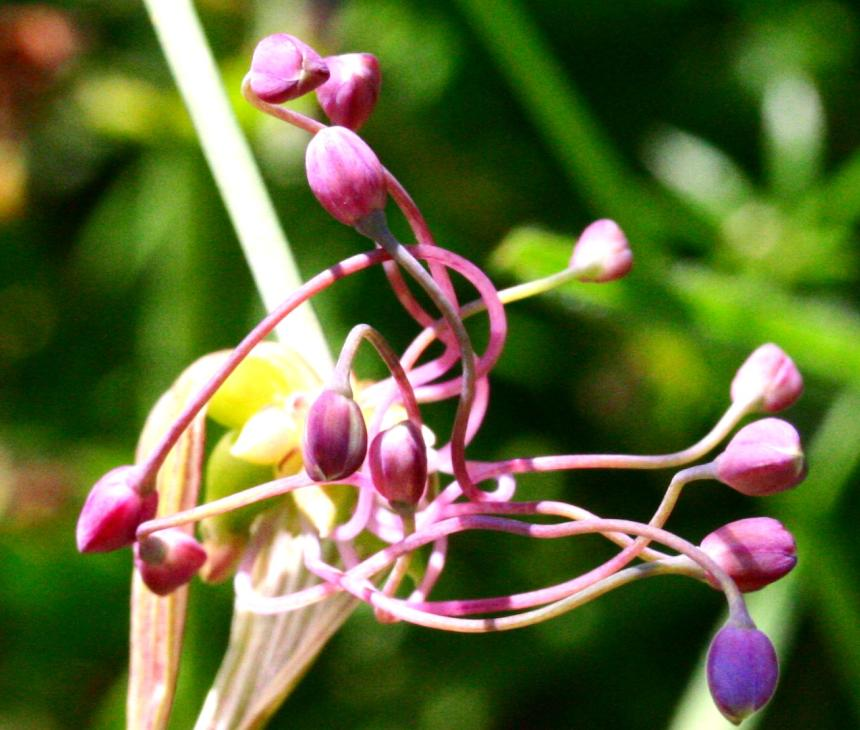
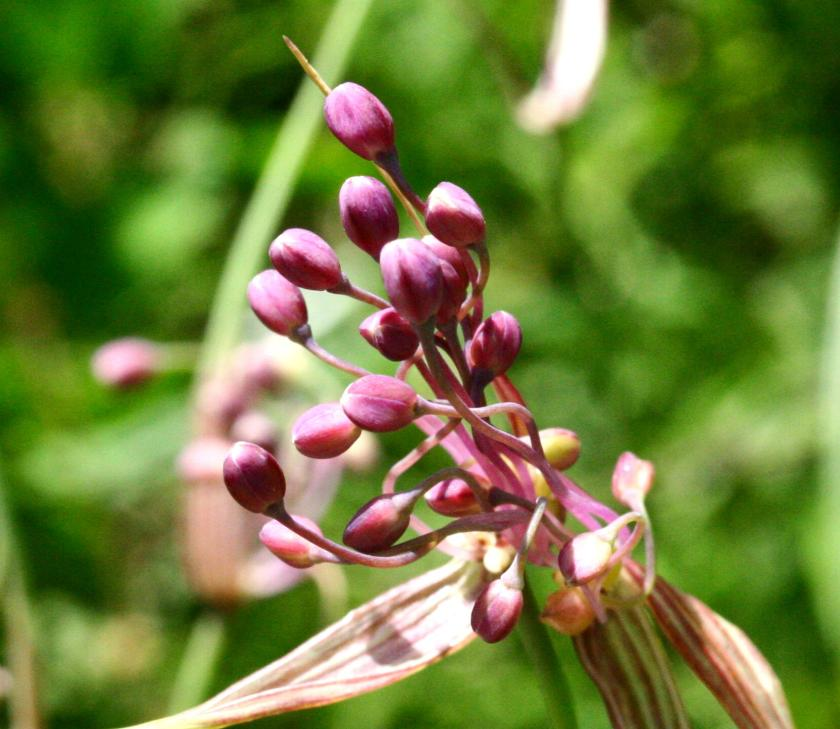
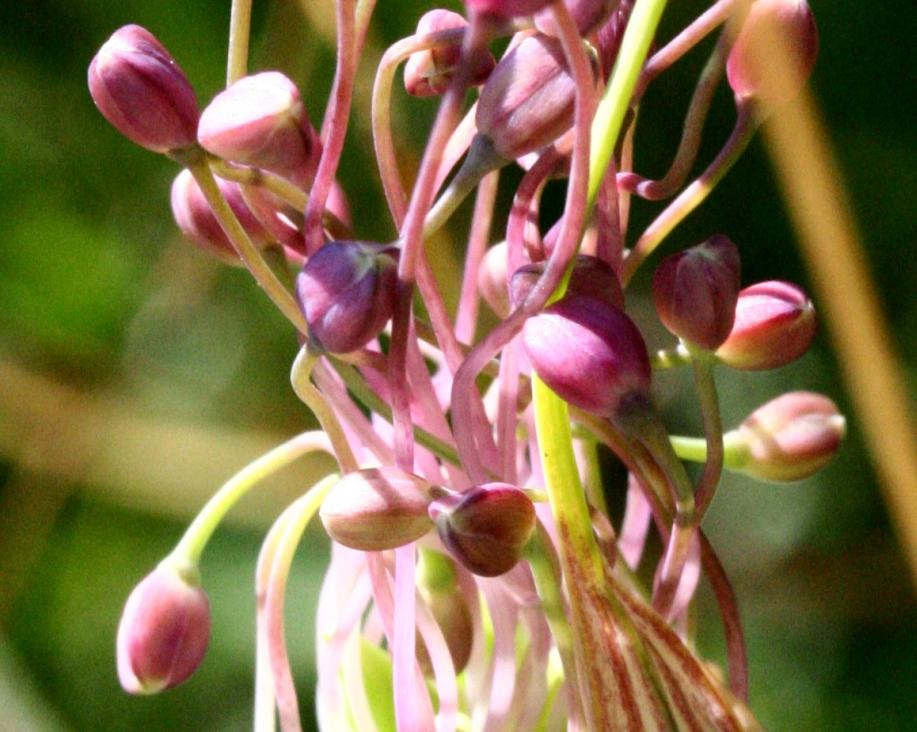